# Jan Mattheus
Jan Mattheus (né le 3 avril 1965 à Torhout) est un coureur cycliste belge. Professionnel de 1989 à 1993, il a représenté la Belgique aux Jeux olympiques de Séoul en 1988 et y a pris la onzième place de la course sur route.
Son père Etienne a lui aussi été coureur cycliste. 

## Palmarès
- 1982
  - Champion de Flandre-Occidentale sur route juniors
- 1983
  - Tour des Flandres juniors
  - 2e du Keizer der Juniores
- 1985
  - Circuit du Westhoek
- 1986
  -  Champion de Belgique de poursuite amateurs
  - 2e du championnat de Belgique de l'omnium amateurs
  - 2e du championnat de Belgique de course aux points amateurs
- 1987
  -  Champion de Belgique de poursuite par équipes amateurs (avec Alain Bruyneel, Johan Bruyneel et Nico Roose)
  -  Champion de Belgique de l'omnium amateurs
  -  Champion de Belgique de poursuite amateurs
- 1988
  - Circuit du Westhoek
  - 1re étape du Tour du Hainaut occidental
  - 2e du Zesbergenprijs Harelbeke
  - 3e de la Course des chats
- 1991
  - 2e du Grand Prix d'Isbergues
  - 2e de la Course des raisins
  - 2e du Grand Prix Lucien Van Impe
- 1992
  - Liedekerkse Pijl
  - 2e du Circuit des frontières
  - 2e de l'Izegem Koers
  - 3e de la Flèche hesbignonne
  - 3e de la Puivelde Koerse
- 1993
  - Ruddervoorde Koerse
  - Grand Prix Lanssens
- 1994
  - Grand Prix Roger De Vlaeminck
  - 3e du championnat de Flandre-Occidentale du contre-la-montre
  - 3e du Grand Prix du Haut-Escaut
- 1996
  - 2e du Championnat des Flandres
  - 2e du Circuit du Westhoek
  - 3e de Gand-Staden
- 1997
  - 2e du Circuit du Westhoek